# Dodecasillabo
Il dodecasillabo è un verso di dodici sillabe con l'accento principale sull'undicesima sillaba. Si differenzia dal verso alessandrino per il fatto che in quest'ultimo l'accento è sulla dodicesima sillaba.

Nella metrica italiana tradizionale, il termine dodecasillabo è quasi sempre usato come sinonimo di doppio senario, ovvero un verso composto da due senari, di cui il primo piano. Più raramente, un dodecasillabo risulta costituito da un ottonario a cui segue un quaternario.

Con  l'avvento del verso libero, molti poeti italiani hanno iniziato ad usare dodecasillabi con metrica non tradizionale.

## Esempi di versi dodecasillabi
- Doppio senario (Alessandro Manzoni, Adelchi)

Dagli àtrii muscósi / dai fòri cadènti
Dai boschi, dall'arse / fucine stridenti,
- Metrica non tradizionale (Eugenio Montale)

Portami il girasole ch'io lo trapianti
nel mio terreno bruciato dal salino
Nell'esempio precedente, il primo verso può essere pensato come un settenario seguito da un quinario, mentre il secondo verso può essere visto come un quinario seguito da un settenario.